# Kocbeře
Kocbeře – gmina w Czechach, w powiecie Trutnov, w kraju hradeckim. Według danych z dnia 1 stycznia 2014 liczyła 513 mieszkańców.